# Спартакиада социалистических стран
Спартакиада социалистических стран — международная спартакиада родственных советскому спортивному обществу «Динамо» спортивных организаций социалистических стран, которая проводилась ежегодно с 1957 года (летние) и с 1975 года (зимние).

## Летние спартакиады
- XV 1975
- XIX 1977 Таллин
- XXV 1983 Киев

## Зимние спартакиады
- I 1975
- II 1976 Минск
- VI 1980

## Спартакиады по видам спорта
- XIV 1976
- V 1978 Вольная и классическая борьба
- XIX 1981
- XVII 1981
- XXIV 1984 Стрельба
- VIII 1973